# Грибы в сметане
Грибы в сметане — блюдо русской кухни из свежих грибов, горячая закуска. В сметане можно готовить любые грибы, чаще всего в рецептах встречаются белые грибы, шампиньоны и предварительно отваренные сморчки, а также лисички, подберёзовики, подосиновики, маслята и сыроежки.
Нашинкованные грибы сначала подвергают термической обработке на сковороде, пока не испарится выделившаяся жидкость, затем обжаривают на сливочном масле с рубленым репчатым луком и в заключение заправляют сметаной или сметанным соусом. В сметане грибы также тушат в сотейниках обваленными в муке. В ресторанной кухне грибы в сметане подают запечёнными с тёртым сыром на порционных сковородках кроншелях или кокотницах, гарниром сервируют отварной картофель.